# Scott Evans (Schauspieler, 1983)

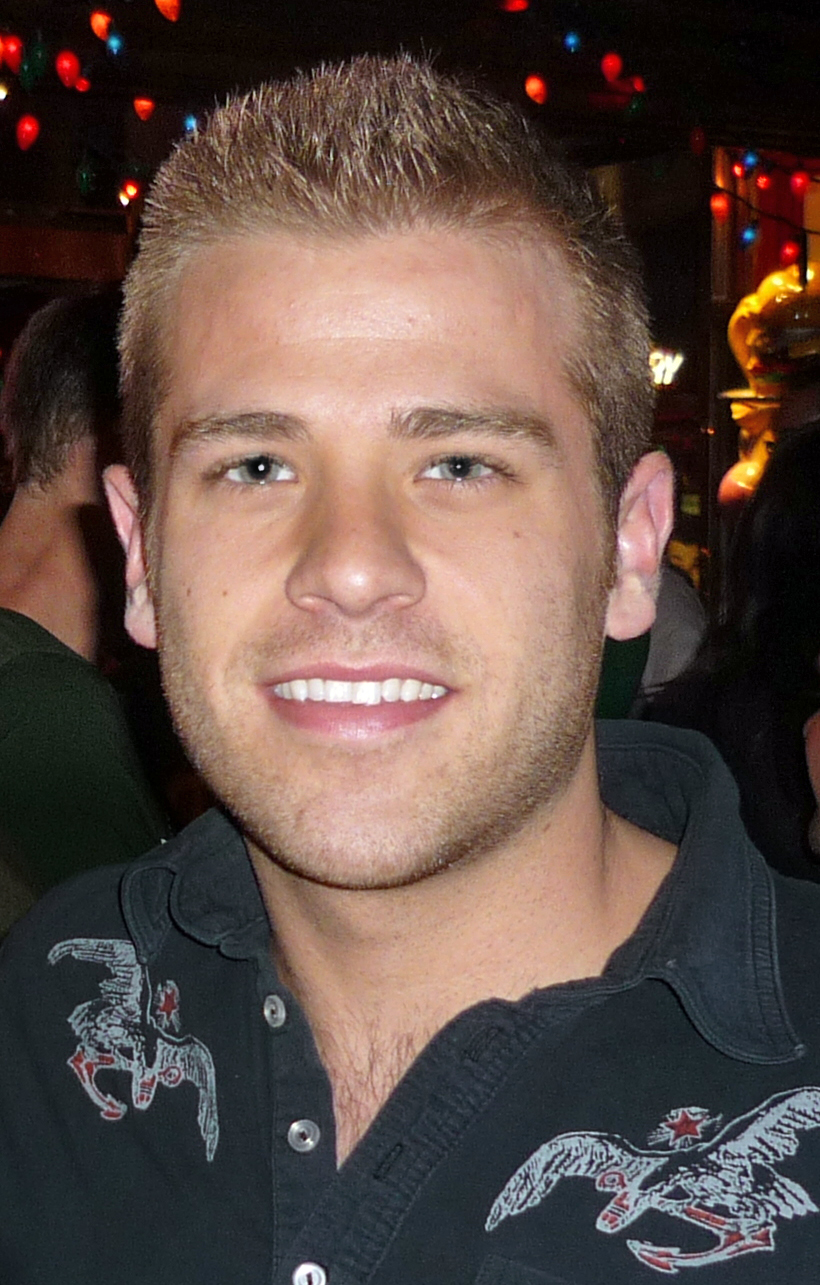
Scott Evans (2010)

Scott Andrew Evans (* 21. September 1983 in Sudbury, Massachusetts) ist ein US-amerikanischer Schauspieler.

## Leben
Seine Eltern sind der Zahnarzt Bob Evans und die Tänzerin Lisa Evans. Sein älterer Bruder ist der Schauspieler Chris Evans. Scott  Evans Onkel Mike Capuano saß von 1999 bis 2019 als Abgeordneter im Repräsentantenhaus der Vereinigten Staaten.
Nach seiner Schulzeit in Massachusetts studierte er an der New York University Theaterwesen. In der US-amerikanischen Fernsehserie Liebe, Lüge, Leidenschaft spielt Evans die Rolle des Polizisten Oliver Fish. Evans ist homosexuell.

## Filmografie (Auswahl)
- 2008: Springfield Story (Guiding Light, Seifenoper, 2 Episoden)
- 2008: Criminal Intent – Verbrechen im Visier (Law & Order: Criminal Intent, Fernsehserie, 2 Episoden)
- 2008: Fringe – Grenzfälle des FBI (Fringe, Fernsehserie, Episode 1x06)
- 2010: Liebe, Lüge, Leidenschaft (One Life to Live, Seifenoper, 138 Episoden)
- 2009: Shopaholic – Die Schnäppchenjägerin (Confessions of a Shopaholic)
- 2010: Law & Order (Fernsehserie, Episode 20x13)
- 2010: Rubicon (Fernsehserie, Episode 1x12)
- 2012–2013: White Collar (Fernsehserie, 2 Episoden)
- 2014: Playing It Cool
- 2014: Before We Go
- 2018–2019: Grace and Frankie (Fernsehserie, 8 Episoden)
- 2023: Barbie